# 海外ホテル協会
海外ホテル協会（かいがいホテルきょうかい、Overseas Hotel Executive Association）は、海外においてホテルを管理する企業の日本における代表者の団体。略称は「OHEA」（オヘア）。2021年2月1日に開催する総会を最後に48年6ヶ月続いた活動を停止し、解散。

## 会員
- アウトリガー・エンタープライズ・グループ
- アコーホテルズ
- 株式会社オークラ ニッコー ホテルマネジメント (旧：The Okura Group)
- 日本スターウッド・ホテル株式会社
- ハイアットホテルズアンドリゾーツ
- パンパシフィックホテルズグループ
- ヒルトン・ワールドワイド
- FRHIホテルズ＆リゾーツ
- フォーシーズンズホテルズアンドリゾーツ
- マリオット・インターナショナル
- マンダリンオリエンタルホテルグループ
- リージェントホテルズ＆リゾーツ
- ザ・リッツ・カールトン・ホテル・カンパニー